# Colphepeira
Colphepeira là một chi nhện trong họ Araneidae.